# Hailer (Gelnhausen)
Hailer ist neben Haitz, Höchst, Meerholz und Roth einer der Stadtteile der Kreisstadt Gelnhausen im osthessischen Main-Kinzig-Kreis.

## Geografie

### Geografische Lage
Hailer liegt in Osthessen. Das an dieser Stelle breite Kinzigtal stellt die nördliche Grenze dar, im Süden liegen die drei zum Spessart gehörigen Zeugenberge: der Niedermittlauer- und der Meerholzer Heiligenkopf sowie der Rauenberg.

### Nachbarorte
Nachbarorte sind – von Norden aus im Uhrzeiger drei Ortsteile der Gemeinde Linsengericht: Altenhaßlau, Geislitz und Lützelhausen, dann Bernbach im Freigericht, weiter der Ortsteil Meerholz und schließlich Lieblos ein Ortsteil von Gründau und die Kernstadt Gelnhausen.
| Lieblos  | Gelnhausen                                  |             |
| Meerholz | Kompassrose, die auf Nachbargemeinden zeigt | Altenhaßlau |
| Bernbach | Lützelhausen                                | Geislitz    |

## Geschichte

### Vorgeschichte
„Die Hailerer Erze waren wahrscheinlich schon zur Kupferzeit um ca. 2.500 v. Chr. bekannt. Auch wenn es für ihren Abbau in dieser Epoche noch keine archäologischen Beweise gibt, so sind doch die nahe gelegenen Grabhügel ein erster Anhaltspunkt für den Grund der Ansiedlung“.

### Mittelalter, Ortsname
Wahrscheinlich entstand das Dorf schon um 800. Die älteste bekannte schriftliche Erwähnung von Hailer erfolgte allerdings erst im Jahr 1236 unter dem Namen Heyleyrs. Weitere Erwähnungen folgten unter den Ortsnamen (in Klammern das Jahr der Erwähnung): Heyleres (1251), Heyler (1299) und Halir (1394).
Durch den Ort führte die Via Regia, ein alter Handelsweg, der Frankfurt mit Leipzig verband, sich im Osten Europas verzweigte und weiter nach Kiew sowie Moskau führte. Schon um 1400 begann der Bergbau in Hailer. Es wurden Gold, Silber und Mangan abgebaut.

### Neuzeit

#### Frühe Industriegeschichte
Seit dem Mittelalter wurden immer Versuche unternommen, den Bergbau nach Metallen in Hailer zu etablieren. Die geringe Ergiebigkeit ließ die Projekte jeweils nach einiger Zeit scheitern. In einem letzten Versuch gründeten zwei Unternehmer aus Weilburg 1876 einen Manganerzbergbau. Die Rohstoffknappheit, insbesondere im Ersten Weltkrieg, ließ diesen noch bis 1924 florieren. Aus diesem Betrieb hervorgegangen ist die „Ton und Kalkwerke Hailer AG“. Sie baute Kalkstein ab und stellte bis 1969 Dachziegel, Backsteine und Mauersteine her.

### Hessische Gebietsreform
Zum 1. April 1971 wurde die bis dahin selbständige Gemeinde Hailer im Zuge der Gebietsreform in Hessen auf freiwilliger Basis als Stadtteil in die Stadt Gelnhausen eingemeindet.

## Bevölkerung
Einwohnerstruktur 2011
Nach den Erhebungen des Zensus 2011 lebten am Stichtag dem 9. Mai 2011 in Hailer 4269 Einwohner. Darunter waren 279 (6,6 %) Ausländer.
Nach dem Lebensalter waren 687 Einwohner unter 18 Jahren, 1869 zwischen 18 und 49, 915 zwischen 50 und 64 und 798 Einwohner waren älter. Die Einwohner lebten in 1929 Haushalten. Davon waren 657 Singlehaushalte, 519 Paare ohne Kinder und 549 Paare mit Kindern, sowie 153 Alleinerziehende und 48 Wohngemeinschaften. In 402 Haushalten lebten ausschließlich Senioren und in 1344 Haushaltungen lebten keine Senioren.
Einwohnerentwicklung
- 1556: 22 Leibeigene der Grafschaft Isenburg[1]
- 1558: 50 Zinspflichtige im Dorf[1]

| Hailer: Einwohnerzahlen von 1834 bis 2019 | Hailer: Einwohnerzahlen von 1834 bis 2019 | Hailer: Einwohnerzahlen von 1834 bis 2019 | Hailer: Einwohnerzahlen von 1834 bis 2019 | Hailer: Einwohnerzahlen von 1834 bis 2019 |
| --- | ----------------------------------------- | ----------------------------------------- | ----------------------------------------- | ----------------------------------------- |
| Jahr |                                           |                                           |                                           | Einwohner                                 |
| 1834 | 1834                                      |                                           | 592                                       | 592                                       |
| 1840 | 1840                                      |                                           | 608                                       | 608                                       |
| 1846 | 1846                                      |                                           | 683                                       | 683                                       |
| 1852 | 1852                                      |                                           | 676                                       | 676                                       |
| 1858 | 1858                                      |                                           | 593                                       | 593                                       |
| 1864 | 1864                                      |                                           | 592                                       | 592                                       |
| 1871 | 1871                                      |                                           | 610                                       | 610                                       |
| 1875 | 1875                                      |                                           | 605                                       | 605                                       |
| 1885 | 1885                                      |                                           | 664                                       | 664                                       |
| 1895 | 1895                                      |                                           | 727                                       | 727                                       |
| 1905 | 1905                                      |                                           | 752                                       | 752                                       |
| 1910 | 1910                                      |                                           | 795                                       | 795                                       |
| 1925 | 1925                                      |                                           | 889                                       | 889                                       |
| 1939 | 1939                                      |                                           | 975                                       | 975                                       |
| 1946 | 1946                                      |                                           | 1.489                                     | 1.489                                     |
| 1950 | 1950                                      |                                           | 1.728                                     | 1.728                                     |
| 1956 | 1956                                      |                                           | 2.461                                     | 2.461                                     |
| 1961 | 1961                                      |                                           | 2.769                                     | 2.769                                     |
| 1967 | 1967                                      |                                           | 3.270                                     | 3.270                                     |
| 1970 | 1970                                      |                                           | 3.316                                     | 3.316                                     |
| 1980 | 1980                                      |                                           | ?                                         | ?                                         |
| 1990 | 1990                                      |                                           | ?                                         | ?                                         |
| 2000 | 2000                                      |                                           | ?                                         | ?                                         |
| 2007 | 2007                                      |                                           | 4.336                                     | 4.336                                     |
| 2011 | 2011                                      |                                           | 4.269                                     | 4.269                                     |
| 2014 | 2014                                      |                                           | 4.267                                     | 4.267                                     |
| 2019 | 2019                                      |                                           | 4.436                                     | 4.436                                     |
| Datenquelle: Historisches Gemeindeverzeichnis für Hessen: Die Bevölkerung der Gemeinden 1834 bis 1967. Wiesbaden: Hessisches Statistisches Landesamt, 1968. Weitere Quellen: LAGIS; Gemeinde Gelnhausen:; Zensus 2011 |                                           |                                           |                                           |                                           |

Religionszugehörigkeit
- 1885: 639 evangelische (= 96,23 %), 20  katholische (= 3,01 %), 5 jüdische (= 0,75 %) Einwohner[1]
- 1961: 1855 evangelische (= 66,99 %), 875 katholische (= 31,60 %) Einwohner[1]

## Politik

### Ortsbezirk
Für Hailer besteht ein Ortsbezirk (Gebiete der ehemaligen Gemeinde Hailer) mit Ortsbeirat und Ortsvorsteher nach der Hessischen Gemeindeordnung.
Der Ortsbeirat besteht aus neuen Mitgliedern. Seit den Kommunalwahlen 2021 gehören ihm drei Mitglieder der SPD, zwei Mitglieder der CDU, ein Mitglied der FDP, ein Mitglied des Bündnis 90/Die Grünen und ein Mitglied der BG (Bürger für Gelnhausen) an. Ortsvorsteher ist Daniel Dietrich (SPD).

## Infrastruktur und Wirtschaft

### Verkehrsanbindung

#### Bahn
Der südwestlich der Kernstadt Gelnhausen gelegene Ort hat, mit dem Bahnhof Hailer-Meerholz, einen eigenen Anschluss an die Kinzigtalbahn. Die nächsten behindertengerechten  Einstiegsmöglichkeiten sind der Bahnhof Gelnhausen und der Bahnhof Wächtersbach.

#### Straße
Nördlich von Hailer verläuft die Bundesautobahn 66, mit dem Anschluss AS 43 Gelnhausen-West. Die durch den Ort verlaufende Landesstraße L3483 verbindet mit Meerholz im Westen und Gelnhausen im Nordosten. Die Kreisstraße K904 bietet nach Norden hin Anschluss an Lieblos, einen Ortsteil von Gründau.

#### Luftverkehr
Nahe bei Hailer, in den Kinzigauen im Westen der Kernstadt Gelnhausen liegt der Flugplatz Gelnhausen. Er ist für Kleinflugzeuge bis 3,5 Tonnen geeignet. Dort starten und landen sowohl Motorflugzeuge, Hubschrauber und Ultraleichtflugzeuge, als auch Segelflugzeuge.

### Nahverkehr
Ganzjährig verkehren in Meerholz mehrere Buslinien der KVG. Sie schaffen mit den Linien MKK 61, MKK 62 und MKK 63 öffentliche Verkehrsanschlüsse zu allen Ortsteilen der Stadt Gelnhausen und zu den Nachbarkommunen. Es gilt der Tarif des Rhein-Main-Verkehrsverbundes.

### Freiwillige Feuerwehr
Die Freiwillige Feuerwehr Hailer wurde 1919 gegründet. 1998 folgte die Jugendfeuerwehr Hailer und 2010 die Kindergruppe „Die Feuerfüchse“. Seit 2014 bilden die beiden Freiwilligen Feuerwehren von Hailer und von Meerholz gemeinsam die Freiwillige Feuerwehr Gelnhausen West.
Die Einsatzabteilung besteht aktuell (2022) aus 70 aktiven Kameraden bzw. Kameradinnen, die Jugendfeuerwehr zählt 16 Personen, die Kindergruppe besteht aus 10 Kindern.
Die Freiwillige Feuerwehr Gelnhausen West hat in der Liebloser Straße 2 einen eigenen Stützpunkt.
Ihre Einsatz- und Gefahrenschwerpunkte sind:
- Gewerbegebiete/Verbrauchermärkte,
- Abfallwirtschaftszentrum des Main-Kinzig-Kreises,
- größere Feld- und Waldflächen
- Autobahnabschnitt der Bundesautobahn 66,
- Bahnstrecke Frankfurt – Fulda,
- überörtliche Einsätze (Pulvertanklöschfahrzeug, Rettungswagen, Schlauchwagen)[11].

## Kultur

### Bildung

#### Kita Wiesenzwerge
Im benachbarten Meerholz befindet sich seit 2021 die Kita Wiesenzwerge. Dort können bis zu 137 Kinder in sechs Gruppen betreut werden. Die Gruppenstärke beträgt bei Krippengruppen bis zu 12 Kinder, bei Kitagruppen maximal 25 Kinder. Die Kita verfügt über eine eigene Küche ebenso, wie auch über behindertengerechte Sanitärräume.

#### Schulen

##### Grundschule
Die Ysenburgschule in Hailer ist seit 2010/11 eine reine Grundschule. Sie ist dreizügig und zählt etwa 250 Schülerinnen und Schüler.

##### Andere und weiterführende Schulen
Hailer ist, wie alle anderen Ortsteile Gelnhausens auch, mit Buslinien an das Schulzentrum in der Kernstadt angebunden. Dort stehen auch andere und weiterführende Schulen aller Art zur Verfügung:
- Freie Montessori Schule,
- Freiraumschule, eine Grundschule und integrierte Gesamtschule in freier Trägerschaft,
- Berufliche Schulen Gelnhausen, mit den Optionen: Berufliches Gymnasium, Fachoberschule, Berufsfachschule, Höhere Berufsfachschule, Fachschule für Sozialwesen, Fachschule für Kunststofftechnik, Werkstatt für Behinderte und Berufsschule,
- Philipp-Reis-Schule, eine 4-zügige Grund- und eine 2-zügige Hauptschule,
- Kreisrealschule Gelnhausen, mit einer Schülerzahl von 940 und ganztägigen Angeboten,
- Grimmelshausen-Gymnasium Gelnhausen, das bis zum gymnasialen Abschluss mit Hochschulreife hinführt.

### Vereine
Der Ort wird von einem lebhaften Vereinsleben geprägt. Unter ihnen sind:
- Turnverein 1892 Hailer e. V.
- Gesangsverein Frohsinn von 1868 e. V.[14]
- Landfrauenverein Hailer-Meerholz[15]

### Museen
- Einen vertieften Einblick in die Hailer und Meerholzer Geschichte wird im Heimatmuseum in Meerholz geboten. Sie wird vom Geschichtsverein Meerholz-Hailer betreut[16].
- In Hailer befindet sich mit dem Papua Museum eine private Sammlung, die über 800 Objekte aus diesem Kulturkreis zeigt[17].

## Sehenswürdigkeiten
- Kulturweg des Archäologischen Spessartprojektes[18]
- Sehenswert ist der größtenteils erhaltene historische Dorfkern mit vielen Fachwerkhäusern.

## Freizeit und Tourismus
Eine Reihe von ausgewiesenen Wanderwegen erschließt den Ort und die Umgebung auch für Wanderer. Unter ihnen:
- Gelnhausen 3: Hailer – Von 10.000 Jahren Heimat, ein vom Archäologischen Spessartprojekt entwickelter historischer Wanderweg. Bei einer Länge von 6 km, mit 100 m Höhendifferenz, ist er in 6 Teilen auf begleitenden Tafeln beschrieben[3]

Impressionen aus Hailer
Backhaus
Läuthäusi
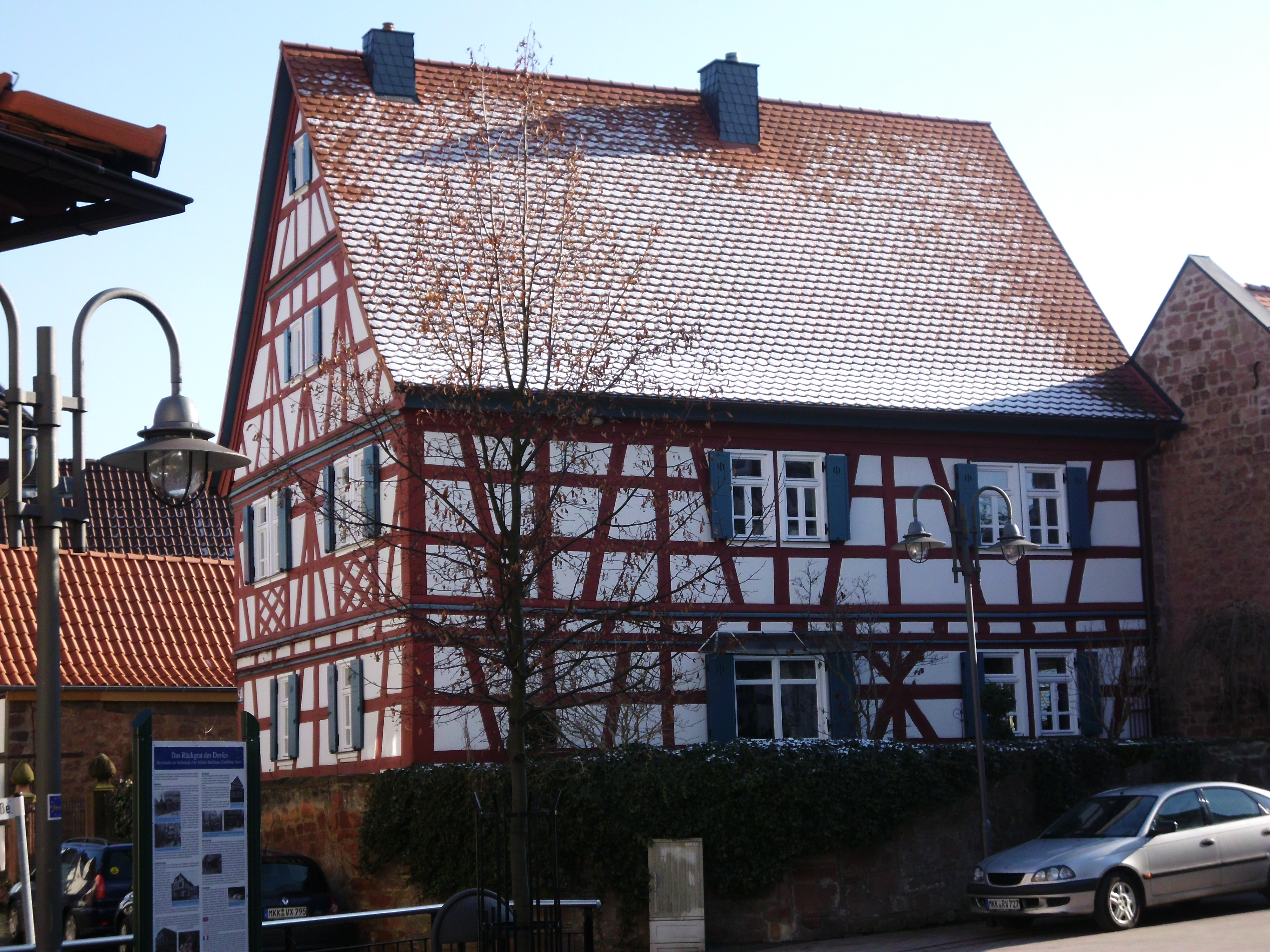
Haus Weber
Ausblick
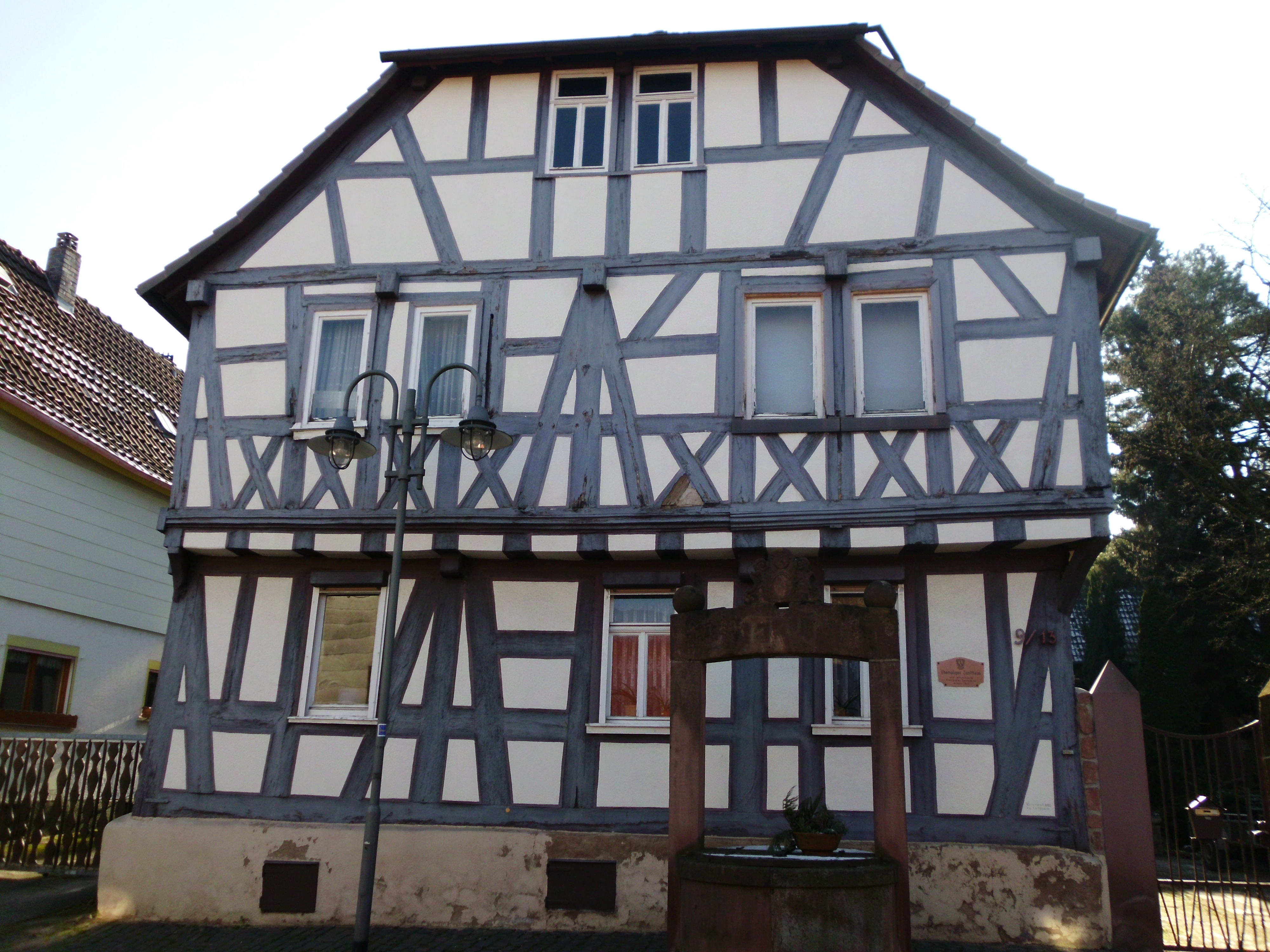
Ehemaliges Gasthaus Saust (1543)
Fachwerkhäuser
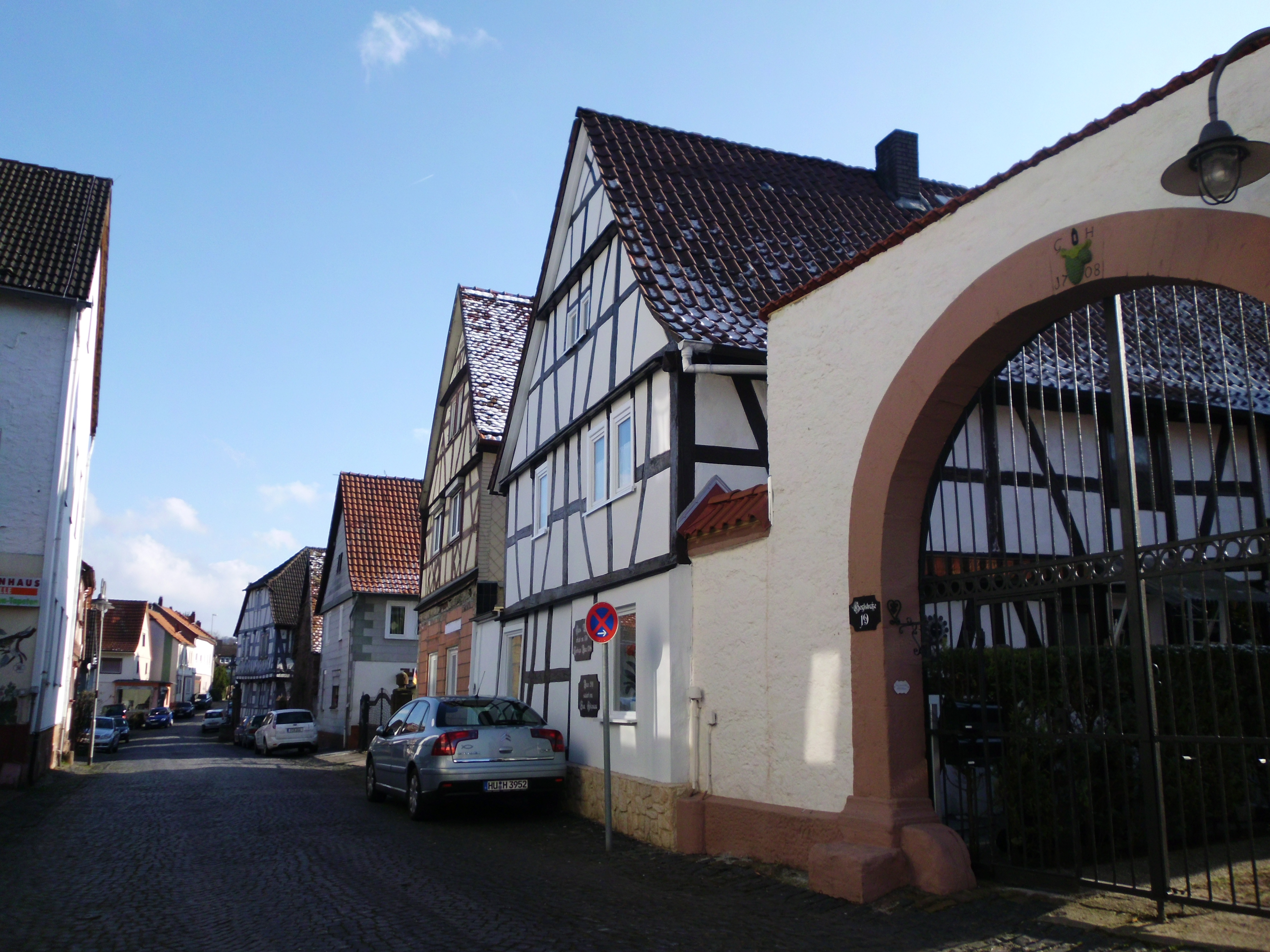
Heylstraße

## Persönlichkeiten

### In Hailer geboren
- Ludwig zu Sayn-Wittgenstein-Hohenstein (1831–1912), Standesherr und Mitglied im Preußischen Herrenhaus
- Heinrich Peter Engel (1845–1898), Bürgermeister und Abgeordneter des Provinziallandtages der Provinz Hessen-Nassau

### Mit Hailer verbunden
- Johannes Bodenbender (1801, Kassel – 1866, Hailer) Gartenplaner und gräflich Ysenburger Obergärtner; Gestalter der Parkanlage Meerholz, des Schlossparks Wächtersbach und vieler weiterer herrschaftlicher Parkanlagen in Hessen.

- Heinrich Mohn (* 10. November 1904 in Mainz; † 3. Februar 2003 in Gelnhausen), Ingenieur, Erfinder und Philanthrop.